# Miroir du cinéma

Miroir du cinéma est une revue de cinéma fondée à Aubervilliers en janvier 1962.
Affirmant sa volonté de promouvoir une forme de cinéma militant, cette publication se réclame notamment du travail effectué à l'époque par Albert Cervoni, critique de l'hebdomadaire communiste France Nouvelle et corédacteur en chef de Contre-Champ.
Le comité de rédaction de la revue est composé, lors de la sortie du premier numéro, de Jean-Louis Pays, Pierre David, Jean Dedieu et Francis Gendron. Madeleine Chichin assure la responsabilité de l'administration.
Le sommaire du numéro 1 (janvier 1962) comporte les articles de Jean-Louis Pays, Francis Gendron, Pierre David, Jean Dedieu, Jean-Pierre Leridant, Marcel Lannoy, Albert Cervoni, Louis Daquin, ainsi qu'un texte de Roger Vadim consacré à Gérard Philipe.
Miroir du cinéma cesse de paraître en 1965 avec son numéro 12-13.